# NGC 2115
NGC 2115 est une vaste galaxie lenticulaire située dans la constellation du Peintre. NGC 2115 a été découvert par l'astronome britannique John Herschel en 1837.

## Caractéristiques
Sa vitesse par rapport au fond diffus cosmologique est de 7 087 ± 23 km/s, ce qui correspond à une distance de Hubble de 104,5 ± 7,3 Mpc (∼341 millions d'al).

## Paire de galaxies en interaction
La magnitude apparente de PGC 18002, la galaxie située plus au sud, est de 15,1 et n'a certes pas été observée par Herschel. Les vitesses radiales de ces deux galaxies sont presque égales, elles sont donc à la même distance de nous et, à en juger par leur forme, elles sont en interaction gravitationnelle.  

## Identification
Dans la base de données NASA/IPAC, NGC 2115 apparait comme une paire de galaxies. Pour consulter les données de NGC 2115, il faut l'identifier comme étant NGC 2115A ou encore comme étant PGC 18001. L'autre galaxie de la paire y est identifiée sous la désignation NGC 2115B.